# La figlia di Mistral
La figlia di Mistral (Mistral's Daughter) è una miniserie televisiva statunitense del 1984 diretta da Douglas Hickox e tratta dall'omonimo romanzo scritto da Judith Krantz nel 1982. Ambientata nella Francia degli anni venti, è interpretata da Stefanie Powers, Lee Remick, Stacy Keach e Timothy Dalton.
Trasmessa negli Stati Uniti il 24, 25 e 26 settembre 1984 sulla rete CBS, in Italia è andata in onda per la prima volta dal 9 al 23 giugno 1985 in prima serata su Rai 1, divisa in 5 puntate da 78 minuti. Successivamente è stata replicata dal 24 marzo al 28 aprile 1987 ogni martedì in prima serata su Canale 5, divisa in 6 puntate da 65 minuti.

## Trama
Parigi, 1925. Julien Mistral, artista bohémien in una Parigi che poco concede ai suoi maghi della pittura, incontra la giovane e ricca americana Kate Browning, mecenate che dopo averlo aiutato a vendere alcuni quadri riesce a condurlo all'altare. La modella preferita di Mistral, la giovane Maggy, delusa dopo la vendita del ritratto che il pittore le aveva promesso, nonostante l'amore che prova per lui, con l'aiuto dell'amica Paula Deslandes fugge negli Stati Uniti, dove conosce l'aitante banchiere Perry Kilkullen. Poco dopo la nascita della figlia Teddy, Perry, che non è riuscito ad ottenere il divorzio dalla moglie, muore in un tragico incidente stradale, lasciando Maggy sola e senza denaro. Nel disperato tentativo di sopravvivere, la donna decide di vendere i propri gioielli, e così facendo viene notata dallo stilista Alberto Bianchi, che la assume nel proprio atelier rendendola ricca e famosa in tutta New York.
Nel 1929, con il crollo della borsa, Kate perde tutto il suo patrimonio: disperata, decide di recarsi a New York per lanciare le opere del marito Mistral anche negli Stati Uniti. Arrivata a New York, organizza una mostra di grande successo, durante la quale tutta l'alta società intervenuta riconosce Maggy nei ritratti realizzati da Mistral anni addietro, quando era ancora sua modella. Approfittando dello scandalo, Kate, ancora gelosa del rapporto avuto in passato dal marito con la ragazza, convince Bianchi a licenziare Maggy per evitare ulteriore cattiva pubblicità sulla sua compagnia. Ma Maggy non si arrende, e con il denaro risparmiato apre una propria casa di moda.
Teddy, intanto, cresciuta ribelle e smaliziata, dopo essere stata espulsa dal collegio decide di recarsi in Francia, dove incontrerà proprio Mistral, diventandone modella ed amante negli ultimi anni della sua vita. Dalla loro relazione clandestina nascerà una figlia, Fauve, che alla morte della madre in un incidente nautico viene rimandata negli Stati Uniti da Mistral per vivere con Maggy.

## Produzione

### Location
Le riprese della miniserie sono iniziate nel gennaio 1984 a Parigi, in Francia, e sono proseguite per 20 settimane.